# Lista de capítulos de Kaiju No. 8
Kaiju No. 8 é uma série de mangá japonesa, tanto escrita quanto ilustrada por Naoya Matsumoto. Ela começou a ser publicada no Shōnen Jump+ da Shueisha em 3 de julho de 2020 e teve seus capítulos lançados em 15 volumes tankōbon em março de 2025. Além disso, a série está disponível em português e em vários outros idiomas no site e aplicativo Manga Plus da Shueisha desde 22 de julho de 2020. A série foi encerrada no dia 18 de julho de 2025, com o capítulo 129 sendo o último. A trama acompanha Kafka Hibino, que após ingerir uma criatura parasita, adquire a capacidade de se transformar em um kaiju. Ele agora deve aprender a usar esse poder enquanto busca fazer parte de uma organização responsável pela eliminação de kaijus, tudo isso para cumprir uma promessa feita a uma amiga de infância.
A Panini Comics trouxe o mangá pela primeira vez no Brasil, licenciando-o em abril de 2022, enquanto a Editora Devir licenciou em Portugal em outubro de 2023.

## Mangá

### Kaiju No. 8
| - Capítulo: 1–7 |

| - Capítulo: 8–17 |

| - Capítulo: 18–26 |

| - Capítulo: 27–35 |

| - Capítulo: 36–43 |

| - Capítulo: 44–51 |

| - Capítulo: 52–59 |

| - Capítulo: 60–66 |

| - Capítulo: 67–73 |

| - Capítulo: 74–81 |

| - Capítulo: 82–89 |

| - Capítulo: 90–97 |

| - Capítulo: 98–104 |

| - Capítulo: 105–112 |

| - Capítulo: 113–119 |

| - Capítulo: 120–129 |

#### Spin-offs

##### Kaiju No. 8: B-Side
Um spin-off do mangá, desenhado por Kentaro Hidano e chamado Kaiju No. 8: B-Side (怪獣8号 side B) foi publicado de 5 de janeiro a 12 de julho de 2024 na plataforma Shōnen Jump+. Este spin-off se baseia na light novel Kaiju No. 8: Exclusive on the Third Division, escrita por Keiji Andō, e apresenta narrativas paralelas sobre os integrantes da Força de Defesa. A editora Shueisha compilou os capítulos em dois volumes tankōbon, que foram lançados em 4 de abril e 4 de outubro de 2024. Além disso, a editora publicou a série em seu site e aplicativo Manga Plus no dia 4 de janeiro de 2024, disponibilizada para a língua inglesa.
| 1. "Lâminas Duplas da Reminiscência" (追憶の双刀, Tsuioku no Sō Katana) 2. "Fogo Enterrado" (埋もれた火, Umoreta Hi) 3. "Vazio no Fim da Estrada" (道の先の虚空, Michi no Saki no Kokū) | 1. "Uma Mão Estendida" (差し出された手, Sashidasareta Te) 2. "Valquírias Azuis" (戦乙女の憂鬱, Ikusa Otome no Yūutsu) 3. "Deusa da Destruição" (破壊の女神, Hakai no Megami) |

| 1. "Colisão de Caranguejo" (蟹硬戦) 2. "Um Ataque Inigualável" (一擊、無双) 3. "Pedra Suja e Não Polida" (泥だらけの原石) | 1. "A Criança Problemática da Divisão de Elite" (エリート部隊の 問題児) 2. "Onde Pertence o Lobo Solitário" (孤狼の居場所) 3. "O Sucessor do Mais Poderoso" (最強を継ぐ酱) |

##### Kaiju No. 8 Relax
Outro mangá spin-off, ilustrado por Kizuku Watanabe [ja], intitulado Kaiju No. 8 Relax, começou sua serialização na Saikyō Jump em 4 de junho de 2024 e na Shōnen Jump+ em 7 de junho do mesmo ano.
| N.º | Japonês            | Japonês           | Português          | Português |
| N.º | Data de lançamento | ISBN              | Data de lançamento | ISBN      |
| --- | ------------------ | ----------------- | ------------------ | --------- |
| 1   | 1 de novembro 2024 | 978-4-08-884312-4 | —                  | —         |

## Light novel

### Kaiju No. 8: Exclusive on the Third Division
Além disso, uma light novel com quatro capítulos chamada Kaiju No. 8: Exclusive on the Third Division (怪獣8号 密着！第3部隊, Kaijū Hachigō: Mitchaku! Daisan Butai), escrita por Keiji Andō e ilustrada por Matsumoto, foi lançada em 4 de novembro de 2022.